# Чревоугодничество
Чревоугодничеството е страст за вкусна и изобилна храна. Безогледното приемане на прекомерни количества всякаква храна е обикновена лакомия. Капризите и прекомерните изисквания за разнообразието, вида и начина на приготвяне на храната са познати като гурме.
В християнството, чревоугодието е един от седемте смъртни гряха. Християнин, който не се е разкаял и отрекъл от чревоугодието, не може да получи причастие. Чревоугодието, както и изобщо всякакъв грях, който тежи на съвестта на свещеника, е пречка за извършването на литургия от него.